# Śmierć Igora Stachowiaka
Śmierć Igora Stachowiaka – wydarzenia, które 15 maja 2016 doprowadziły do śmierci 25-letniego Igora Stachowiaka w komisariacie Wrocław-Stare Miasto przy ul. Trzemeskiej 12, po zatrzymaniu go przez funkcjonariuszy policji na wrocławskim Rynku tego samego dnia.
Sprawa nieprawidłowości, do których mogło dojść przy zatrzymaniu mężczyzny, stała się przedmiotem debaty medialnej, szczególnie po emisji reportażu Wojciecha Bojanowskiego w programie Superwizjer (TVN) 20 maja 2017. Adam Bodnar, rzecznik praw obywatelskich, po emisji reportażu stwierdził 21 maja 2017 w programie Fakty po Faktach (TVN24), że nie ma on „absolutnie żadnych wątpliwości” co do tego, że wobec Igora Stachowiaka stosowano tortury oraz że sposób traktowania zatrzymanego przez funkcjonariuszy policji stanowił „rażące naruszenie praw obywatelskich”.
21 czerwca 2019 czterech podejrzanych policjantów zostało skazanych w Sądzie Okręgowym dla Wrocławia Stare Miasto. Łukasz R. został skazany na karę 2 lat i 6 miesięcy, Paweł G., Paweł P. i Adam W. zostali skazani na 2 lata pozbawienia wolności. W sierpniu 2023 Sąd Najwyższy oddalił kasacje od wyroku złożone przez trzech skazanych oraz przez Rzecznika Praw Obywatelskich Adama Bodnara.

## Opis zdarzenia
13 maja 2016 poszukiwany za handel narkotykami, skazany prawomocnym wyrokiem, 22-letni Mariusz Frontczak, będąc skuty kajdankami, zbiegł patrolowi w czasie próby zatrzymania. Po tym zdarzeniu wrocławska policja powołała zespół funkcjonariuszy, którzy poszukiwali uciekiniera, a w komisariatach rozwieszono jego fotografie.
15 maja 2016 na wrocławskim rynku policjanci, uznając za podobnego do poszukiwanego, omyłkowo zatrzymali powracającego z klubu nocnego 25-letniego Igora Stachowiaka. Został on zatrzymany przez dwa dwuosobowe patrole policji, w gwałtowny sposób obezwładniany, duszony i rażony paralizatorem, po czym odwieziony do komisariatu policji Wrocław-Stare Miasto przy ul. Trzemeskiej 12.

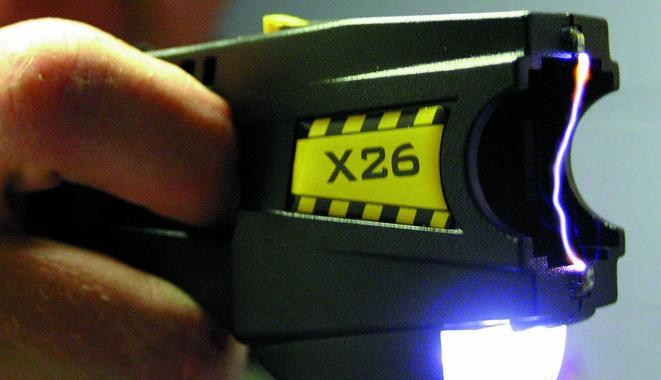
Taser

Badanie alkomatem po przywiezieniu do komisariatu nie wykazało obecności alkoholu w wydychanym powietrzu, jednak w okresie późniejszym wydruk z alkomatu zaginął.
Stachowiak został wyprowadzony z pokoju przesłuchań do toalety. Skuty kajdankami i rozebrany ze spodni i bielizny, leżąc na podłodze łazienki ze zgaszonym światłem był rażony paralizatorem taser przez 6 policjantów. W trakcie przekuwania przez sześciu funkcjonariuszy kajdanek z przodu do tyłu, Stachowiak przestał oddychać.
Igor Stachowiak został pochowany na cmentarzu przy ul. Działkowej.
Miesiąc po śmierci Stachowiaka biegli medycyny sądowej w raporcie z sekcji zwłok jako prawdopodobne przyczyny zgonu podali wspólne działanie trzech czynników:
- obecności w ciele denata amfetaminy, tramadolu oraz substancji z grupy syntetycznych katynonów,
- kilkukrotnego rażenia prądem z paralizatora,
- powodu wywierania – prawdopodobnie wielokrotnego, silnego ucisku na szyję przez osobę lub osoby drugie podczas obezwładniania[6].

Twarz i ciało Stachowiaka nosiły ślady licznych obrażeń.
Z opinii biegłych z Katedry i Zakładu Medycyny Sądowej Uniwersytetu Medycznego w Łodzi wynika, że najbardziej prawdopodobną przyczyną śmierci Igora Stachowiaka była niewydolność krążeniowo-oddechowa w przebiegu arytmii po epizodzie excited delirium spowodowanym zażyciem środków psychoaktywnych.

## Świadkowie
Po zatrzymaniu Stachowiaka, patrole policji we współdziałaniu z dyżurnym komisariatu poszukiwały świadków, którzy nagrywali zatrzymanie. Skuto i zatrzymano dwóch świadków zdarzenia.
Mimo zainstalowanego w komisariacie monitoringu i kilku kamer, nie zachowało się żadne nagranie.

## Śledztwo
Policja przeprowadziła dwa wewnętrzne dochodzenia. Przeciwko policjantowi używającemu paralizatora komendant miejski policji we Wrocławiu wszczął postępowanie dyscyplinarne, a następnie zawiesił go w czynnościach służbowych na okres trzech miesięcy, po czym policjant wrócił do pracy. Sprawę badała również Prokuratura Okręgowa w Poznaniu. W marcu 2018 uznano, że wszystko odbyło się zgodne z prawem i nie doszło do naruszenia nietykalności cielesnej zatrzymanych. Helsińska Fundacja Praw Człowieka w swojej opinii nazwała rejestrację świadków „szeroko pojętą działalność dziennikarską”, co mieści się w definicji wolności pozyskiwania informacji, dlatego interwencja była bezzasadna. W 2018 Sąd Rejonowy dla Wrocławia-Śródmieścia anulował umorzenie śledztwa ws. policjantów. W lipcu ruszył proces przed sądem.
Świadkom zdarzenia wrocławska prokuratura postawiła zarzuty utrudniania policyjnej interwencji i stawiania oporu podczas zatrzymania. Śledztwo zostało jednak umorzone, gdyż wersji policjantów nie potwierdził żaden świadek. Dwa lata później Prokuratura Generalna nakazała je wznowić i w styczniu 2019 jeden ze świadków, Patryk H., został oskarżony o użycie przemocy wobec interweniujących policjantów. Groziło mu do 3 lat więzienia.
21 czerwca 2019 czterech podejrzanych policjantów zostało skazanych w Sądzie Okręgowym dla Wrocławia Stare Miasto. Łukasz R. został skazany na karę 2 lat i 6 miesięcy pozbawienia wolności. Paweł G., Paweł P. i Adam W. zostali skazani na 2 lata pozbawienia wolności. Od wyroku złożona została apelacja, zarówno przez oskarżycieli posiłkowych (rodzinę zmarłego), jak i przez oskarżonych. W lutym 2020 roku Sąd Apelacyjny utrzymał wyroki więzienia. Są one prawomocne. W 2021 roku RPO wniósł kasację do Sądu Najwyższego o uchylenie wyroku i przekazanie sprawy do ponownego rozpoznania.

## Pierwsze reakcje

### Rzecznik Praw Obywatelskich
Biuro RPO w 2016 roku podjęło z urzędu – na podstawie doniesień medialnych – postępowanie wyjaśniające w sprawie śmierci 25-letniego Igora Stachowiaka w Komisariacie Policji Wrocław-Stare Miasto.

### Minister Spraw Wewnętrznych i Administracji
Szef MSWiA  Mariusz Błaszczak przyznał, że "bezsprzecznie ujawnione materiały świadczą o nieprawidłowościach, łamaniu prawa i nieuzasadnionej brutalności w postępowaniu policjantów".

### Zamieszki
Po śmierci Stachowiaka doszło do zamieszek pod komisariatem przy Trzemeskiej. Osoby biorące udział w zamieszkach zostały osądzone i skazane.

## ReportażSuperwizjera

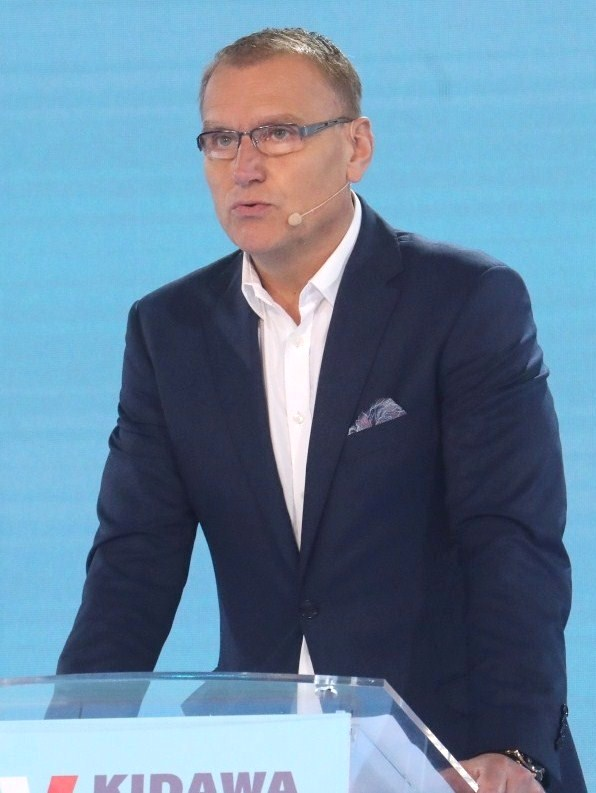
Maciej Stachowiak, ojciec Igora

Emisja w dniu 20 maja 2017 roku reportażu Wojciecha Bojanowskiego w programie Superwizjer w TVN24 zainicjowała szeroką debatę medialną i nadała sprawie duży rozgłos. Sam autor reportażu otrzymał za niego nagrody: Radia Zet im. Andrzeja Woyciechowskiego, Newsweeka im. Teresy Torańskiej w kategorii Najlepszy materiał dziennikarski, MediaTORy 2017 w kategorii DetonaTOR oraz dwie nagrody Grand Press w kategoriach Dziennikarz Roku i Dziennikarstwo śledcze. W materiale dziennikarz dotarł do świadków wydarzeń, które poprzedzały śmierć Igora Stachowiaka: przyjaciela, w którego towarzystwie Stachowiak spędził ostatnią noc przed śmiercią, oraz postronnych świadków, którzy nagrywali interwencję policji na wrocławskim Rynku, a następnie zostali zatrzymani przez policję i przebywali ze Stachowiakiem w komisariacie w jednym pomieszczeniu. Materiał zawierał też nagranie z kamery policyjnego paralizatora, pokazujące okoliczności przesłuchania Stachowiaka: zatrzymany znajduje się w toalecie, w której zgaszone jest światło, bez spodni, jest zastraszany i rażony paralizatorem przez policjantów. Rejestracja audiowizualna ostatnich minut życia Stachowiaka nie istnieje, ale powstałe od momentu zatrzymania zadrapania na twarzy, które nie mogły powstać naturalnie po zgonie, wskazują, że Stachowiak mógł być bity lub kopany. Wątpliwości wzbudziło również zaginięcie części dowodów, m.in. nagrań z monitoringu Komisariatu Wrocław-Stare Miasto z dnia, w którym zginął Stachowiak, oraz wyniku badania alkomatem przeprowadzonego przez policję, sugerujące możliwość wystąpienia matactw ze strony samych funkcjonariuszy.
Rzecznik Praw Obywatelskich Adam Bodnar stwierdził po publikacji reportażu, iż nie ma wątpliwości, że wobec Stachowiaka użyto tortur, a sposób jego traktowania przez funkcjonariuszy policji stanowił „rażące naruszenie praw obywatelskich”. RPO wyraził zdziwienie, że przy tak ewidentnym materiale dowodowym, prokuratura prowadząca śledztwo od roku nie wykonała żadnych konkretnych kroków, a w stosunku do funkcjonariuszy uczestniczących w przesłuchaniu Stachowiaka nie wyciągnięto konsekwencji dyscyplinarnych i karnych. Marek Safjan, sędzia Trybunału Sprawiedliwości Unii Europejskiej, określił nagrania z komisariatu jako „szokujące”.

### Odpowiedzialność funkcjonariuszy policji
Po doniesieniach medialnych, w maju 2017 zdymisjonowano komendanta wojewódzkiego policji we Wrocławiu i jego zastępcę ds. prewencji. Wszczęto również postępowania dyscyplinarne wobec odwołanego komendanta miejskiego policji we Wrocławiu i jego zastępcy. W czerwcu 2017 pięciu funkcjonariuszy, biorących udział w zatrzymaniu Igora Stachowiaka, zostało wydalonych z Policji. Natomiast komendant wojewódzki Arkadiusz Golanowski, jego zastępca Piotr Niziołek, komendant miejski Dariusz Kokornaczyk oraz Arkadiusz Małecki, który był komendantem miejskim w dniu tragedii, zaraz po emisji reportażu złożyli wnioski o przejście na emeryturę i zwolnienia lekarskie i nie ponieśli konsekwencji za ukrywanie faktów, a dodatkowo otrzymali 6-miesięczne odprawy.

## Odniesienie w kulturze
Odniesienie do śmierci Igora Stachowiaka zawarto w filmie fabularnym Psy 3. W imię zasad (2020) w reżyserii Władysława Pasikowskiego.
17 maja 2021 ukazał się utwór muzyczny wykonawcy 2T4 "Paralizator" opowiadający o śmierci Igora Stachowiaka. 